# Sphagnophylax meiops
Sphagnophylax meiops là một loài Trichoptera trong họ Limnephilidae. Chúng phân bố ở miền Tân bắc.